# Fürst von Chimay

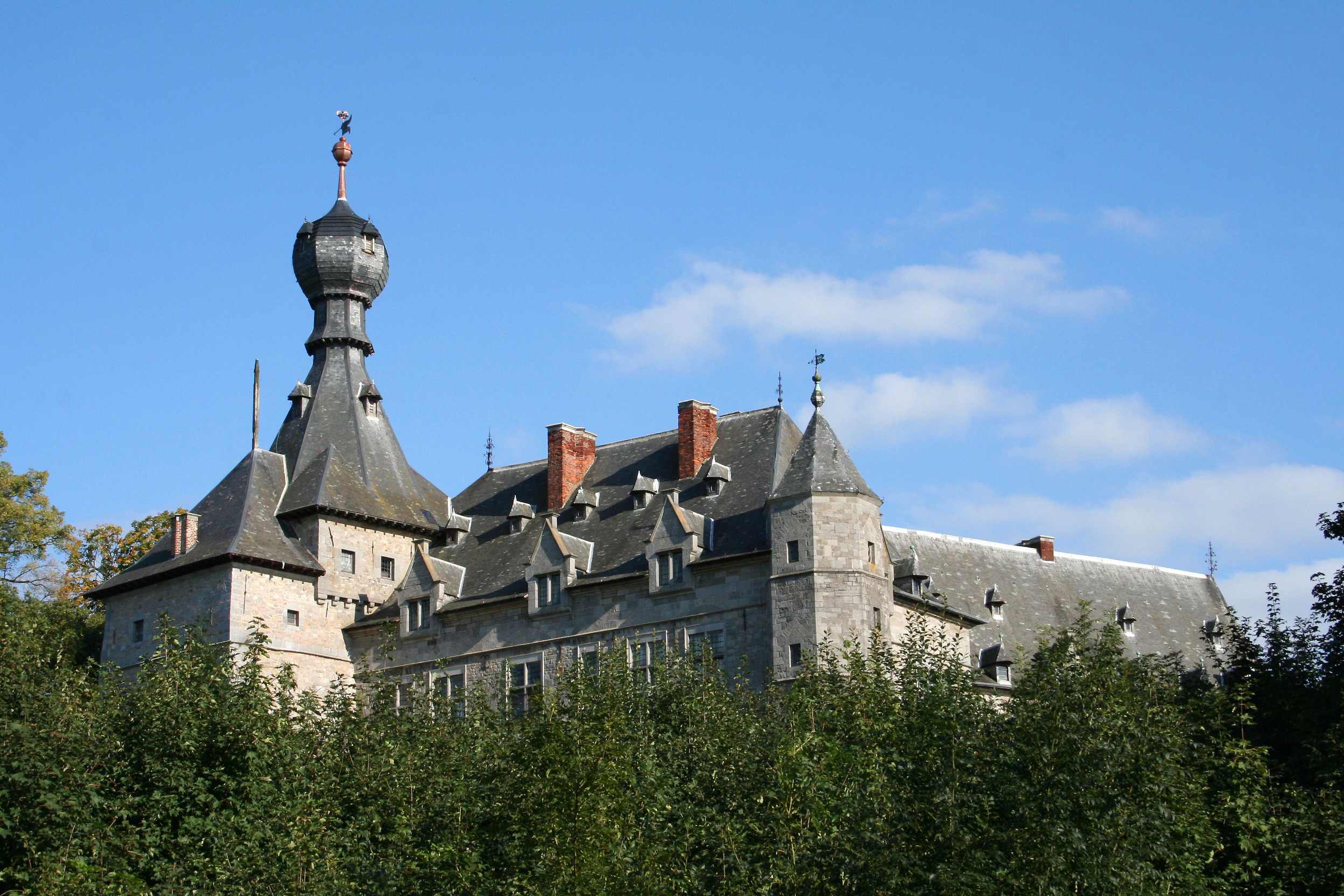
Schloss Chimay

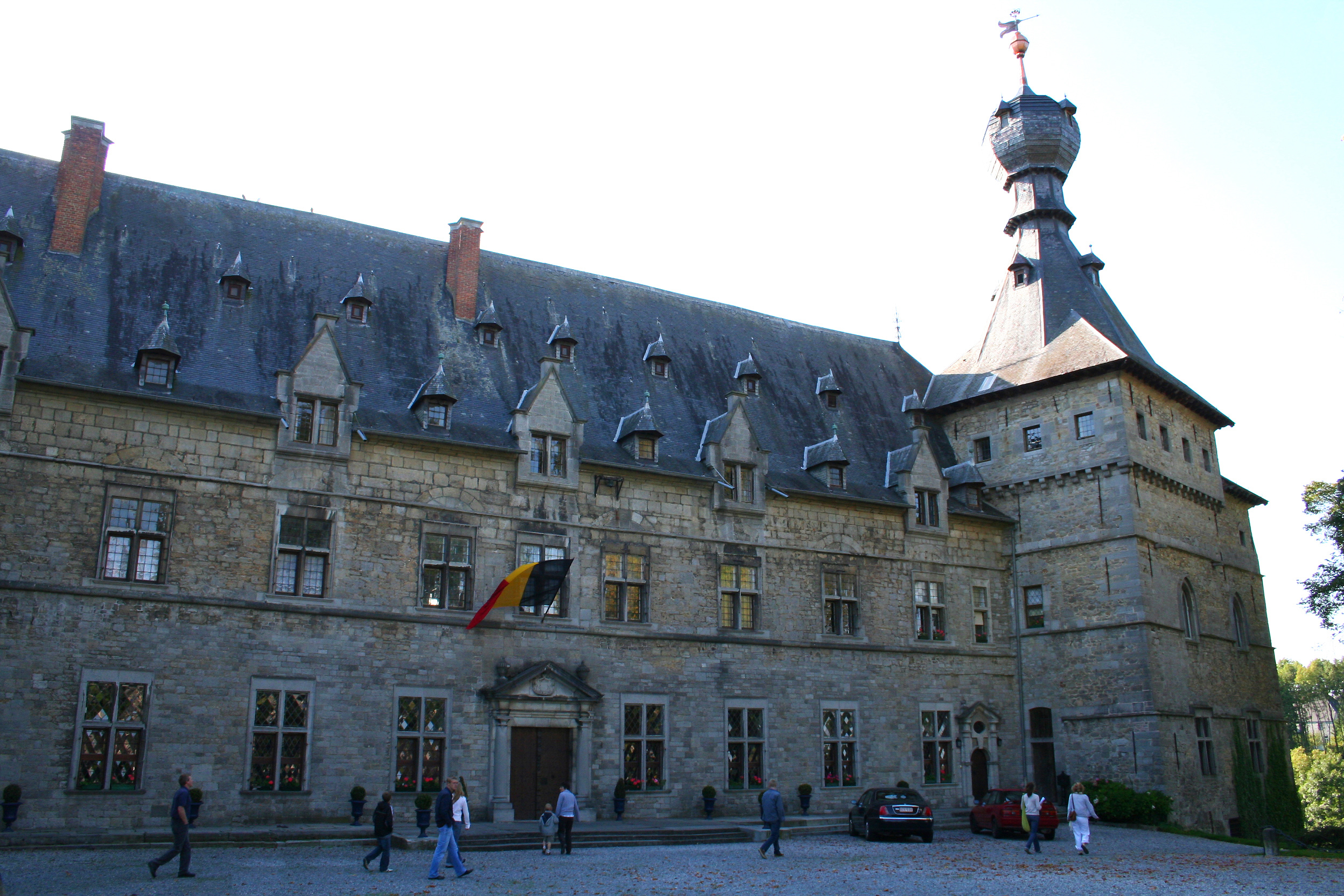
Schloss Chimay

Wappen von Chimay

Die Freiherrschaft Chimay, eine der zwölf „Pairies“ mit Sitz und Stimme in der Curia der Reichsunmittelbaren Pfalzgrafschaft Hennegau, wurde 1473 zur Grafschaft Chimay und am 9. April 1486 zum Reichsfürstentum Chimay erhoben. Sie gehörte lange Zeit dem älteren (in den heutigen Fürsten ausgestorbenen) Zweig des Hauses Croÿ, bevor sie 1612 an einen jüngeren (in den heutigen Fürsten ausgestorbenen) Zweig des Hauses Arenberg kam. Am französischen Königshof des Ancien Régime hatte der Reichsfürst von Chimay den besonderen Status eines Prince étranger (ausländischen Fürsten). 
1686 wurde Chimay vom Haus d'Alsace-Henin-Liétard, Reichsgrafen zu Boussu (Hennegau), beerbt. Der Reichsfürstenstand wurde am 4. September 1735 bestätigt für alle männlichen und weiblichen Nachkommen des Alexandre de Chimay, aus dem Haus Alsace-Hénin-Liétard. Dessen Erbe wurde wiederum 1804 die gräfliche Familie de Riquet de Caraman. Der erste Prince de Chimay aus der Familie de Caraman (Philipp VIII., 16. Prince de Chimay) erlebte schon 1806 das Ende des Alten Reiches, nachdem der Hennegau bereits 1792 und erneut 1794 von französischen Truppen besetzt worden und 1797 von Frankreich annektiert worden war. Nach dem Wiener Kongress erlangte er 1824 die Anerkennung seines (Reichs-)Fürstentitels von seinem neuen Souverän im Königreich der Vereinigten Niederlande, sein jüngerer Bruder 1827 ebenfalls die niederländische Anerkennung, 1834 bestätigte das neue Königreich Belgien den Titel, der dort bis heute gilt. Die jüngere Linie starb 1973 aus, die ältere existiert weiterhin und besitzt das Schloss Chimay.

## Freiherren von Chimay, Pairs de Hainaut

### Haus Nesle
- Marie du Thour et de Chimay, 1241 bezeugt
- Jean III. de Nesle († vor 1286), deren Sohn, Comte de Soissons, Seigneur de Chimay 1263/84
- Jean IV. de Nesle († vor 1302), dessen Sohn, Comte de Soissons, Seigneur de Chimay
- Hugues de Nesle († nach 1306), dessen Bruder, Comte de Soissons, Seigneur de Chimay
- Marguerite de Nesle († 1350), dessen Tochter, Comtesse de Soissons, zu Dargies, Catheux und Chimay ; ⚭ Jean de Hainaut, sn de Beaumont († 1356)

### Haus Châtillon
- Jeanne de Hainaut (1323–1350), deren Tochter ; ⚭
- Louis I. de Châtillon († 1346) Graf von Blois und Soissons, Herr von Avesnes, Guise, Chimay und Nouvion
- Louis II. de Châtillon († 1372), dessen Sohn, Graf von Blois und Dunois, Herr von Avesnes, Landrecies, Trélon und Chimay
- Jean II. de Châtillon († 1381), dessen Bruder, Graf von Blois und Dunois
- Guy II. de Châtillon († 1397), dessen Bruder, Graf von Soissons und Blois, Herr von Dargies, Beaumont, Tongre, Chimay, Trélon, Avesnes etc.

Guy II. verschenkt Soissons 1367 an Elisabeth von England, die mit Enguerrand VII. de Coucy verheiratet ist. Die Erben Guys II. verkaufen Blois und Dunois an den Herzog von Orléans. Die Herrschaft Chimay geht an die Herren von Moreuil und von diesen an die Croy.

## Grafen von Chimay (1473–1482)

### HausCroÿ

Wappen von Jean II. de Croÿ

- Jean II. de Croÿ († 1473) 1473 Comte de Chimay
- Philippe I. de Croÿ (1436–1482), dessen Sohn, 1473 2. Comte de Chimay
- Charles I. de Croÿ (1455–1527), dessen Sohn, 1482 3. Comte de Chimay, 1482 Reichsfürst von Chimay

## Fürsten von Chimay

### HausCroÿ
- Charles I. de Croÿ (1455–1527), 1482 3. Graf von Chimay, 1486, Aachen 9.4.: Reichsfürst von Chimay (Kaiser Maximilian I.)
- Anne de Croÿ (1502–1539), 1527 2. Fürstin von Chimay, dessen Tochter ⚭ ihren Cousin Philippe II. de Croÿ, 4. Graf von Porcéan, 2. Herzog von Soria, 2. Graf von Beaumont, 1532 Marquis de Renty, 1534 1. Herzog von Aarschot
- Charles II. de Croÿ (1522–1551), deren Sohn, 1539 3. Fürst von Chimay, 1549 2. Herzog von Aarschot, 3. Graf von Beaumont
- Philippe III. de Croÿ  (1526–1595), dessen Bruder, 1551 3. Herzog von Aarschot, 4. Fürst von Chimay, 4. Graf von Beaumont
- Charles III. de Croÿ (1560–1612), dessen Sohn, 1595 4. Herzog von Aarschot, 5. Fürst von Chimay, 3. Fürst von Porcéan, Marquis de Montcornet, 5. Graf von Beaumont (nicht 1594 Reichsfürst, was sich auf seinen Onkel Charles Philippe de Croy (1549–1613) bezieht; auch nicht 1598 Französischer 1. Duc de Croy (Kg HENRI IV von Frankreich), was sich auf den Sohn von Charles Philippe bezieht: Charles Alexandre de Croy (1581–1624))
- Anne de Croÿ (1564–1635), dessen Schwester, Fürstin von Chimay, 1612 6. Herzogin von Aarschot ; ⚭  1587 Charles de Ligne, Fürst von Arenberg (1550–1616), iure uxoris Fürst von Chimay und Herzog von Aarschot

### Haus Arenberg
- Alexandre d'Arenberg, ab 1612 de Croy-Chimay d’Arenberg (1590–1629), deren Sohn, 6. Fürst von Chimay, Graf von Beaumont
- Albert de Croy-Chimay d’Arenberg (1618–1643), dessen Sohn, 1629 7. Fürst von Chimay, Graf von Beaumont
- Philippe de Croy-Chimay d’Arenberg (1619–1675), dessen Bruder, 1643 8. Fürst von Chimay, Graf von Beaumont
- Ernest Alexandre Dominique de Croy-Chimay d’Arenberg (1643–1686), dessen Sohn, 1675 9. Fürst von Chimay, Graf von Beaumont, Vizekönig von Navarra

### Haus Hénin-Liétard

Wappen von Philippe Louis d'Alsace-Hénin-Liétard (1646–1688)

- Philippe Louis d'Alsace-Hénin-Liétard (1646–1688) Neffe von Albert und Philippe de Croy-Chimay d’Arenberg, 1656 7. Comte de Boussu, 4. Marquis de Vere et de Vlissingen, 1686 10. Prince de Chimay, Comte de Beaumont
- Charles Louis Antoine d'Alsace-Hénin-Liétard dit d’Alsace de Boussu (1675–1740), dessen Sohn, 1688 8. Comte de Boussu, 11. Prince de Chimay, Comte de Beaumont
- Alexandre Gabriel Joseph d'Alsace-Hénin-Liétard dit d’Alsace de Boussu (1681–1745), dessen Bruder, 4. September 1735 Reichsfürst von Chimay, 1737 12. Prince de Chimay, Comte de Beaumont, 1749 9. Comte de Boussu
- Thomas Alexandre Marc Henri de Henin-Liétard dit d’Alsace de Boussu (1732–1759), dessen Sohn, 1745 bzw. 1748 13. Prince de Chimay, Comte de Beaumont, 10. Comte de Boussu
- Thomas Alexandre Marc Maurice de Henin-Liétard dit d’Alsace de Boussu (1759–1761), dessen Sohn, 1759 14. Prince de Chimay, Comte de Beaumont, Reichsfürst
- Philippe Gabriel Maurice Joseph de Henin-Liétard dit d’Alsace de Boussu (1736–1804) dessen Onkel, 1761 15. Prince de Chimay, Reichsfürst, 12. Comte de Boussu, 9. Marquis de Vere et de Vlissingen

### Haus Caraman

Wappen von François Joseph de Riquet de Caraman

#### Hauptlinie
- François Joseph Philippe de Riquet, Comte de Caraman (1771–1843) dessen Neffe, 1824 in den Niederlanden anerkannt als 16. Prince de Chimay
- Joseph de Riquet (1808–1886), dessen Sohn, 1843 17. Prince de Chimay, 1867 Prince de Caraman
- Marie Joseph Guy Henri Philippe de Riquet (1836–1892), dessen Sohn, 1886 18. Prince de Chimay, 2. Prince de Caraman
  - Tochter: Élisabeth de Riquet de Caraman, Comtesse Greffulhe (1860–1952)
- Marie Joseph Anatole Élie de Riquet (1858–1937), dessen Sohn, 1892 19. Prince de Chimay, 3. Prince de Caraman ⚭ I. Clara Ward; ⚭ II. Anne Marie Le Veneur de Tillières (1889–1962)
- Joseph Marie Alexandre Pierre Ghislain de Riquet (1921–1990), dessen Sohn, 1937–1990 20. Prince de Chimay, 1937–1944 4. Prince de Caraman, verzichtete auf seine belgischen Titel zugunsten seines jüngeren Bruders
- Élie Marie Charles Pierre Paul de Riquet (1924–1980), dessen Bruder, 1944 5. Prince de Caraman
- Philippe Joseph Marie Jean de Riquet (* 1948), dessen Sohn, 1990 21. Prince de Chimay, 6. Prince de Caraman

#### Nebenlinie
- Alphonse de Riquet (1810–1865) 1827 ad personam niederländischer, 1834 ad personam belgischer Prince de Chimay, Sohn von François Joseph Philippe de Riquet, 16. Prince de Chimay
- Alphonse de Riquet (1844–1928), dessen Sohn, 1865 erblicher belgischer Prince de Chimay
- Alphonse de Riquet (1899–1973), dessen Sohn, Prince de Chimay